# Ketty Gourlet
Ketty Gourlet, née à Armentières (Nord) le 16 juillet 1973, est une danseuse orientale et entrepreneuse française.

## De la Flandre aux palaces égyptiens
Ketty Gourlet se destine tout d'abord à la technologie, mais ne peut poursuivre dans cette voie en raison de soucis médicaux.
La parution quelque temps après d'une annonce dans un périodique local, cherchant une danseuse professionnelle de danse orientale pour un établissement de nuit valenciennois, lui met le pied à l'étrier. Bien qu'elle commence la danse classique à l'âge de 3 ans pour poursuivre dans le moderne jazz puis les danses de salon vers 14 ans pour ensuite poursuivre dans une compagnie de danse brésilienne et espagnole, La jeune fille n'a pas les références requises en matière de danse orientale mais décide malgré tout de se présenter. Elle est engagée, le début pour elle d'une fulgurante ascension.
Durant quelques années elle se produit au Caire, sillonne l'Égypte des palaces et navires de croisières, devant des dignitaires locaux et étrangers. Son spectacle est très apprécié et surtout, c'est l'une des rares danseuses occidentales à s'imposer dans ce milieu très fermé, où les rivalités sont fortes. La jeune Française est de plus en plus réclamée, ce qui en fait l'une des artistes les mieux payées du pays.
Au milieu des années 2000, à la suite des tracasseries administratives et du changement des mentalités sur place, l'émergence d'une nouvelle concurrence, elle décide de rentrer dans sa ville natale, où elle ouvre une boutique d'effets et accessoires consacrés à la danse. Parlant la langue et conservant dans la capitale égyptienne de fortes attaches, un atelier de confection de costumes, Ketty continue toutefois de s'y rendre régulièrement, plusieurs fois par an.
Jérôme Foulon réalisa pour France 3 un téléfilm inspiré de sa vie, Béthune sur Nil, que l'artiste nordiste juge très édulcoré, la réalité étant beaucoup plus complexe.
En 2012, elle organise une audition pour constituer une troupe professionnelle. en  septembre 2013 la compagnie Mozaik voit officiellement le jour . Dirigé par Ketty la troupe présente des spectacles originaux et colorés .